# PCR asimmetrica
La PCR asimmetrica è una variante della PCR usata per amplificare preferenzialmente una parte dell'originale DNA rispetto all'altro. La tecnica trova applicazioni in alcuni tipi di sequenziamento e  sondaggio di ibridazione dove è richiesto solo uno dei due  strand complementari.

## Metodologia
La PCR asimmetrica differisce dalla PCR normale per l'eccessiva quantità di primer per un filamento scelto. A causa della lenta (aritmetica) amplificazione successiva della reazione (dopo che il primer limitante è stato esaurito) sono necessari ulteriori cicli di PCR.
Una modifica a questo processo, nota come variazione della PCR, utilizza un primer limitante con una  temperatura di fusione superiore rispetto al primer in eccesso per mantenere una reazione efficiente quando diminuisce la concentrazione di primer nella reazione intermedia.

## Applicazioni
La PCR asimmetrica può essere utilizzata per formare DNA a singolo filamento da DNA a doppio filamento, che viene quindi utilizzato per il sequenziamento del DNA nella mutagenesi. Il DNA a singolo filamento è importante anche per la generazione dell'aptamero.